# Champ magnétique martien
Le champ magnétique martien est le champ magnétique planétaire qui enveloppe la planète Mars. D'abord dotée d'une magnétosphère comparable à celle de la Terre, la planète en est aujourd'hui dépourvue et seul subsiste un champ rémanent, qui serait dû aux roches. La raison de cette disparition pourrait être un refroidissement de son noyau.

## Description

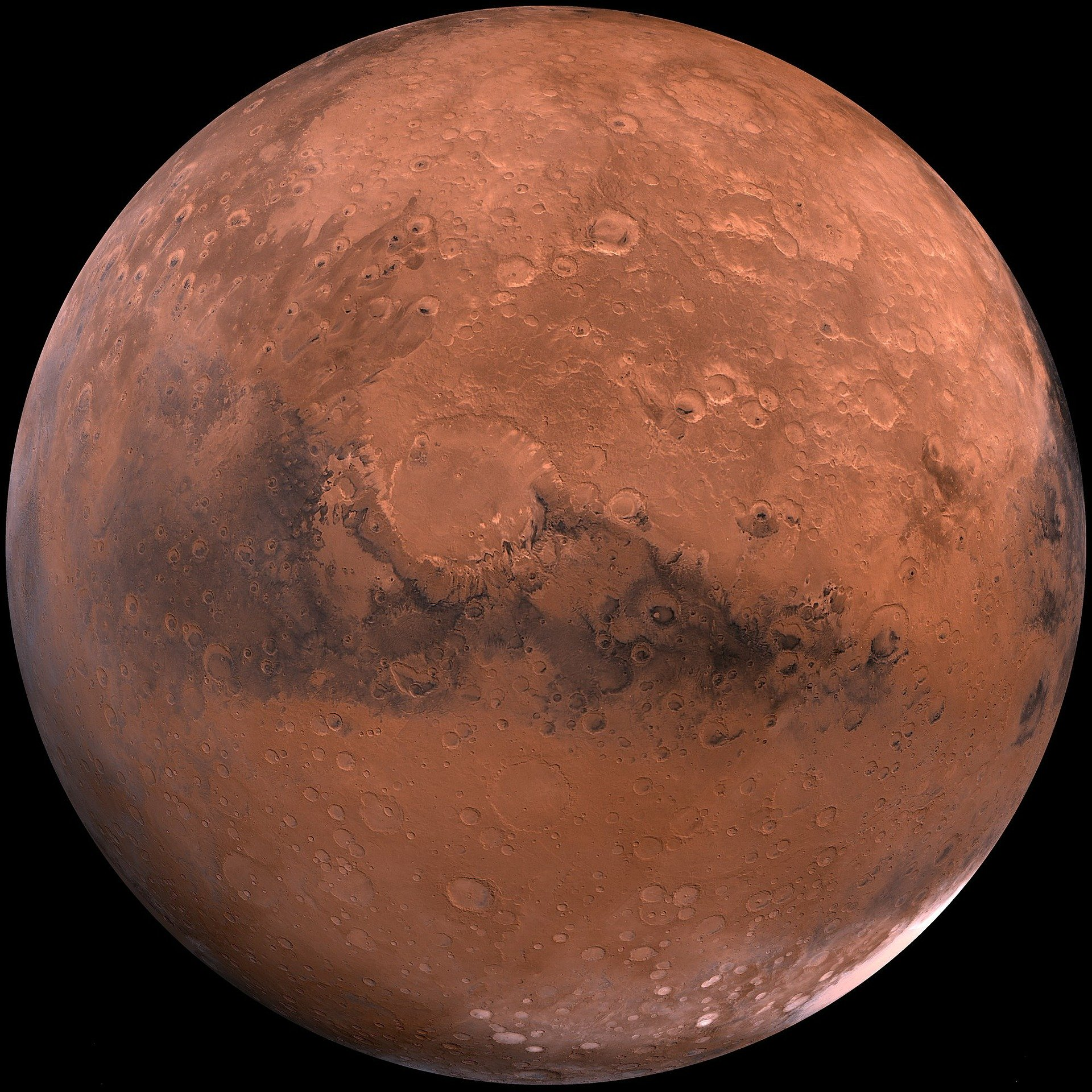
Photographie de la surface de la planète Mars.

Le champ magnétique martien a été mis en évidence bien après les premières missions martiennes qui avaient pour but d'étudier les caractéristiques de la planète, telle la sonde soviétique Kosmos 419 lancée en année 1971. La régularité de ce champ magnétique ainsi que son intensité sont souvent reconsidérées à mesure que de nouvelles données sont recueillies.
La sonde spatiale InSight, lancée le 5 mai 2018, a embarqué un magnétomètre de type fluxgate IFG (d'une précision de 0,1 nT). Celui-ci devait mesurer l'intensité du champ magnétique de Mars ainsi que les fluctuations éventuelles d'autres sources magnétiques. La sonde a mesuré un champ magnétique environ dix fois plus intense que les mesures précédemment faites par les satellites orbitant autour de Mars. Les précédentes missions, comme la sonde Mars Global Surveyor qui embarquait en 1988 le magnétomètre MER, ont pu mesurer un champ magnétique d'environ 5,875 × 10−8 T (soit 1/800e de l'intensité du champ magnétique terrestre). Les précédents satellites ont effectué leurs mesures sur des surfaces de l'ordre du kilomètre carré, tandis que InSight a effectué des relevés beaucoup plus locaux. La raison de cette différence réside dans l'existence d'un champ magnétique fossile, c'est-à-dire un champ émanant des roches de la croûte martienne qui ont gardé en mémoire les caractéristiques du champ magnétique initial de la planète. On parle de champ rémanent. Cependant, l'intensité de ce champ rémanent reste locale et irrégulière.
Mars est aujourd'hui dépourvue d'une magnétosphère capable de dévier le vent solaire. En conséquence, sa surface est régulièrement balayée par les particules chargées émanant du Soleil, ce qui favorise l'érosion magnétique[Quoi ?] de la planète.

## Origine et évolution
Au début de sa vie, il semblerait que la Planète Rouge avait un champ magnétique global similaire à celui de la Terre. Ce champ magnétique planétaire est produit par le mouvement des atomes de fer en fusion au sein de son noyau, lequel génère un courant électrique qui engendre un champ magnétique. L'un entraînant l'autre, on assiste à un effet dynamo. Par la suite, certaines roches martiennes se sont vu attribuer un champ magnétique rémanent plus ou moins intense, qui continue parfois à être actif aujourd'hui.
Aujourd'hui, certaines hypothèses avancent que le champ magnétique qui régnait sur Mars, il y a plus de quatre milliards d'années, se serait affaibli à cause du refroidissement spontané de la planète. Cela aurait eu pour effet de figer le noyau et de faire cesser toute activité en son cœur, ce qui aurait eu pour conséquence d'interrompre l'effet dynamo. Le rapport entre le noyau et le manteau en serait à l'origine. En effet, le manteau, qui sépare la croûte du noyau, est peu épais dans le cas de Mars. Le noyau se serait rapidement refroidi en communiquant sa chaleur à la croûte à mesure que celle-ci la rayonnait vers l'espace. Cette zone tampon, peu efficace dans le cas de Mars, aurait provoqué son refroidissent rapide et l'affaiblissement du champ magnétique. La température de surface de Mars est aujourd'hui en moyenne de −63 °C.

## Études
L'enjeu des recherches magnétométriques martiennes est à présent d'analyser les plus vieilles roches possibles afin de se rendre compte de l'évolution du champ magnétique de la planète. Les mesures des roches de surface (soumises à l'érosion magnétique des vents solaires) révèlent, effectivement, une moindre intensité que celles recueillies plus en profondeur (c'est-à-dire davantage porteuses d'un champ). Les missions spatiales visent donc à étudier le produit de récentes éruptions volcaniques martiennes, qui véhiculent des roches des couches inférieures de la planète jusqu'en surface.